# Arthur Vrielynck
Arthur Vrielynck (Brugge, 31 oktober 1877 - Sint-Kruis, 31 augustus 1918) was een Belgisch kunstschilder.

## Levensloop
Arthur Vrielynck was de jongste van de tien kinderen van Adolphe Vrielynck en Isabelle Boitquin, die stamde uit de gelijknamige familie van scherprechters. Hij trouwde met Pauline Wenmaekers. Zij waren de ouders van Hugo Vrielynck. 
Beroepshalve was hij postbeambte, eerst in Brussel, vervolgens in Brugge. Hij volgde lessen aan de Academie voor Schone Kunsten Brugge.
Hij werd een van de actieve leden van de vereniging De Kunst Genegen in het café Vlissinghe. 
Overtuigd impressionist, schilderde hij bij voorkeur in de openlucht en met olieverf. Hij nam deel aan verschillende tentoonstellingen. Zijn werk bestond uit Brugse stadsgezichten en uit landschappen in de wijde Brugse omgeving.
Op 31 augustus 1918 zat hij rustig voor zijn schildersezel langs het Zuidervaartje, toen plots een luchtbombardement werd ontketend, waar hij het dodelijk slachtoffer van werd. Op de hoek van de Konfijtstraat en de Balsemboomstraat herinnert een plaat aan dit oorlogsfeit.
In 1977, ter gelegenheid van het eeuwfeest van zijn geboorte, werd een tentoonstelling aan zijn werk gewijd in het Centrum 'De Balsemboom.